# Storpiber
Storpiber (Anthus richardi) er en 18 centimeter stor spurvefugl, der yngler på græsstepper og enge i Central- og Østasien, f.eks. i Mongoliet. Arten overvintrer fortrinsvis i Indien og Sydøstasien, men også så langt mod vest som Spanien og Portugal.
I Danmark er storpiber en sjælden gæst på marker og strandenge. Flest fugle ses i Vestjylland i oktober. Den ligner en ung markpiber, men er større og mangler f.eks. dennes stribe mellem øje og næb.